# Les Girouettes
Les Girouettes est une série télévisée québécois en 74 épisodes de 26 minutes scénarisée par Jean Daigle et diffusée entre le 15 septembre 1981 et le 10 mai 1983 à la Télévision de Radio-Canada.

## Synopsis
« Les Girouettes » raconte la vie de deux hommes, voisins et amis, et des gens de leur voisinage.

## Fiche technique
- Scénarisation : Jean Daigle
- Réalisation : Maurice Falardeau, Aimé Forget et Jean-Paul Leclerc
- Société de production : Société Radio-Canada

## Distribution
- Lionel Villeneuve : Amédée Gingras
- Muriel Dutil : Solange Gingras
- Jacques Galipeau : Albéric Aubry
- Michel Côté : Léon Gingras
- Marc Messier : Gaston Gingras
- Bertrand Roy : Bernard Gingras
- Sophie Clément : Yvette Gingras
- Amulette Garneau : Carole Gingras
- Ann Montpetit : Lucille Gingras
- Évelyne Régimbald : Gisèle Gingras
- Jacinthe Vanier : Diane Gingras
- Rita Bibeau : Manon Leclerc-Paradis
- Raymond Bouchard : André Bégin
- Robert Bouchard : Ti-Mine
- Guy Bélanger : Phonse
- Colette Courtois : Mme Aubry
- Nana Cyr : Gina
- Claude Côté : Marcel
- Gilles Delcourt : Garçon de bar
- Paul Hébert : Henri Rouillard
- Suzanne Langlois : Carmen Landry
- Serge Lasalle : Daniel Lambert
- Raymond Legault : Gilbert Rouillard
- Hélène Loiselle : Yvonne Rouillard
- Jean-Pierre Matte : Gilles Bédard
- Denise Morelle : Marie-Louise
- Lénie Scoffié : Anita Graillon
- Antoinette Verville : Melda
- Johanne Harrelle :